# San Severo (stacja kolejowa)
San Severo (wł: Stazione di San Severo) – stacja kolejowa w San Severo, w prowincji Foggia, w regionie Apulia, we Włoszech. Obsługuje nie tylko miasto San Severo, ale całą północną część półwyspu Gargano.
Znajduje się na Piazza della Costituzione (dawniej Piazzale Dalmazia), w stosunkowo peryferyjnej części miasta, ale bezpośrednio związaną z historycznym centrum przez Viale Matteotti. Na placu przed dworcem znajduje się pętla autobusowa.
Jest do najważniejsza stacja w prowincji po Foggi.
Jest to stacja końcowa dla linii kolejowej do Peschici.